# Darren Clarke

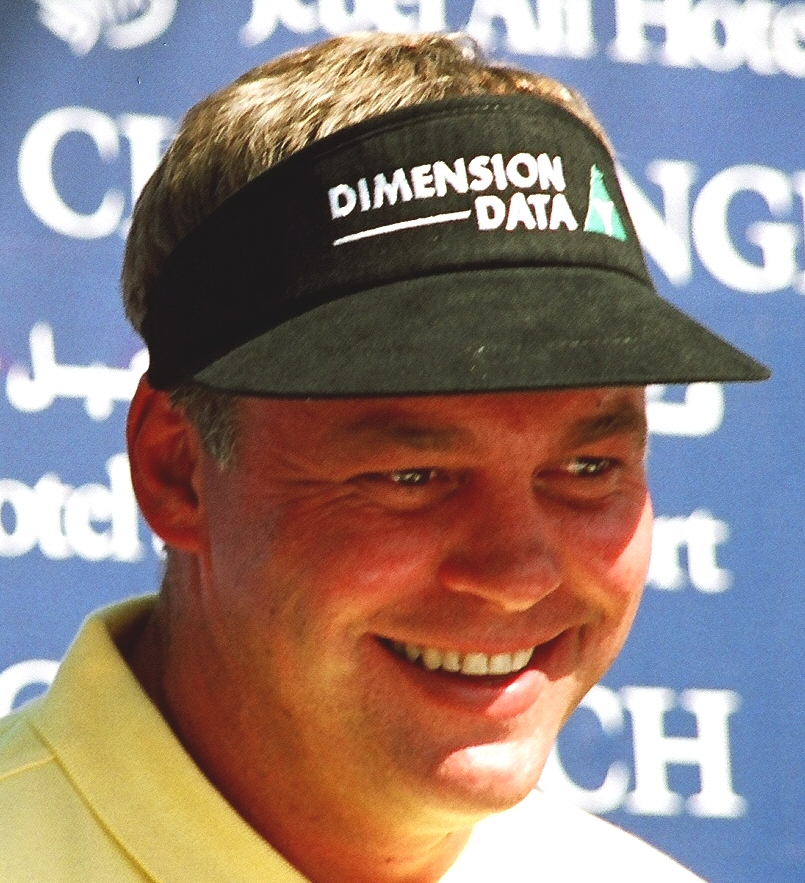
Darren Clarke.

Darren Clarke, född 14 augusti 1968 i Dungannon i County Tyrone, är en nordirländsk professionell golfspelare som spelar både på den amerikanska PGA-touren och PGA European Tour.   
Clarke har legat bland de tio bästa på golfens världsranking. Hans största segrar är 2000 års WGC - World Match Play Championship då han vann över Tiger Woods i finalen och 2003 års WGC - NEC Invitational. Hans bästa resultat i europatourens penningliga är en andraplats som han nådde 1998, 2000 och 2003. 
2005 missade han flera tävlingar på grund av att hans fru drabbades av cancer.
17 juli 2011 tog han sin största seger i karriären då han vann majorn The Open Championship på Royal St George's, Sandwich. Han vann med 3 slag med resultatet -5, efter ronderna 68 68 69 70.
Kapten för Europa vid Eurasiacup 2016 som spelades i Malyasia (Kuala Lumpur) Glenmarie Golf & Country Club 15 -17 januari,  Europa besegrade det Asiatiska laget med  17 1/2 - 5 1/2 

## Meriter

### Segrar på Europatouren
- 1993 Alfred Dunhill Open
- 1996 Linde German Masters
- 1998 Benson and Hedges International Open, Volvo Masters
- 1999 Compass Group English Open
- 2000 WGC-Accenture Match Play Championship
- 2001 Smurfit European Open
- 2002 Compass Group English Open
- 2003 WGC-NEC Invitational
- 2008 BMW Asian Open 2008
- 2011 The Open Championship

### Övriga proffssegrar
- 1992 Ulster Professional Championship
- 1994 Irish National PGA Championship
- 2001 Dimension Data Pro-Am, Chunichi Crowns (Japan Golf Tour)
- 2003 Benmore Developments Northern Ireland Masters (Challenge Tour)
- 2004 Mitsui Sumitomo VISA Taiheiyo Masters (Japan Golf Tour)
- 2005 Mitsui Sumitomo VISA Taiheiyo Masters (Japan Golf Tour)

### Lagtävlingar
- Ryder Cup: 1997 (segrare), 1999, 2002 (segrare), 2004 (segrare), 2006 (segrare)
- Alfred Dunhill Cup (Nordirland): 1994, 1995, 1996, 1997, 1998, 1999
- World Cup (Nordirland): 1994, 1995, 1996
- The Seve Trophy: 2000, 2002 (segrare)

### Amatörsegrar
- 1990 Spanish Amateur Open Championship, Irish Amateur Championship